# TAB Batteries
TAB Batteries es un fabricante y desarrollador de soluciones para baterías fundado en 1965 en Eslovenia. La compañía produce baterías de plomo-ácido y ofrece servicios de pre y posventa para una amplia gama de medios de transporte, desde turismos motos y vehículos pesados hasta vehículos agrícolas y barcos. En su catálogo de productos se incluyen baterías de arranque, de semi-tracción, AGM, estacionarias para energías renovables y de tracción así como cargadores, testers y terminales. 
Cuenta con delegaciones propias en Eslovenia, Croacia, Serbia, Italia, Polonia, Suiza y Macedonia y está presente en los cinco continentes. Desde 2005 posee una delegación propia para España y Portugal, TAB Spain, trasladó su sede de Barcelona a Madrid en el traslado de sedes sociales de Cataluña de 2017. 

## Historia
Fue fundada en 1965 como una filial de Rudnik Mežica Holding en Mežica (Eslovenia), región con más de 350 años de trayectoria en la extracción de plomo y diferentes actividades derivadas. Durante los primeros 15 años TAB fue socio de licencia de Tudor. En 1972 comienza a distribuir unidades a fabricantes de coches.

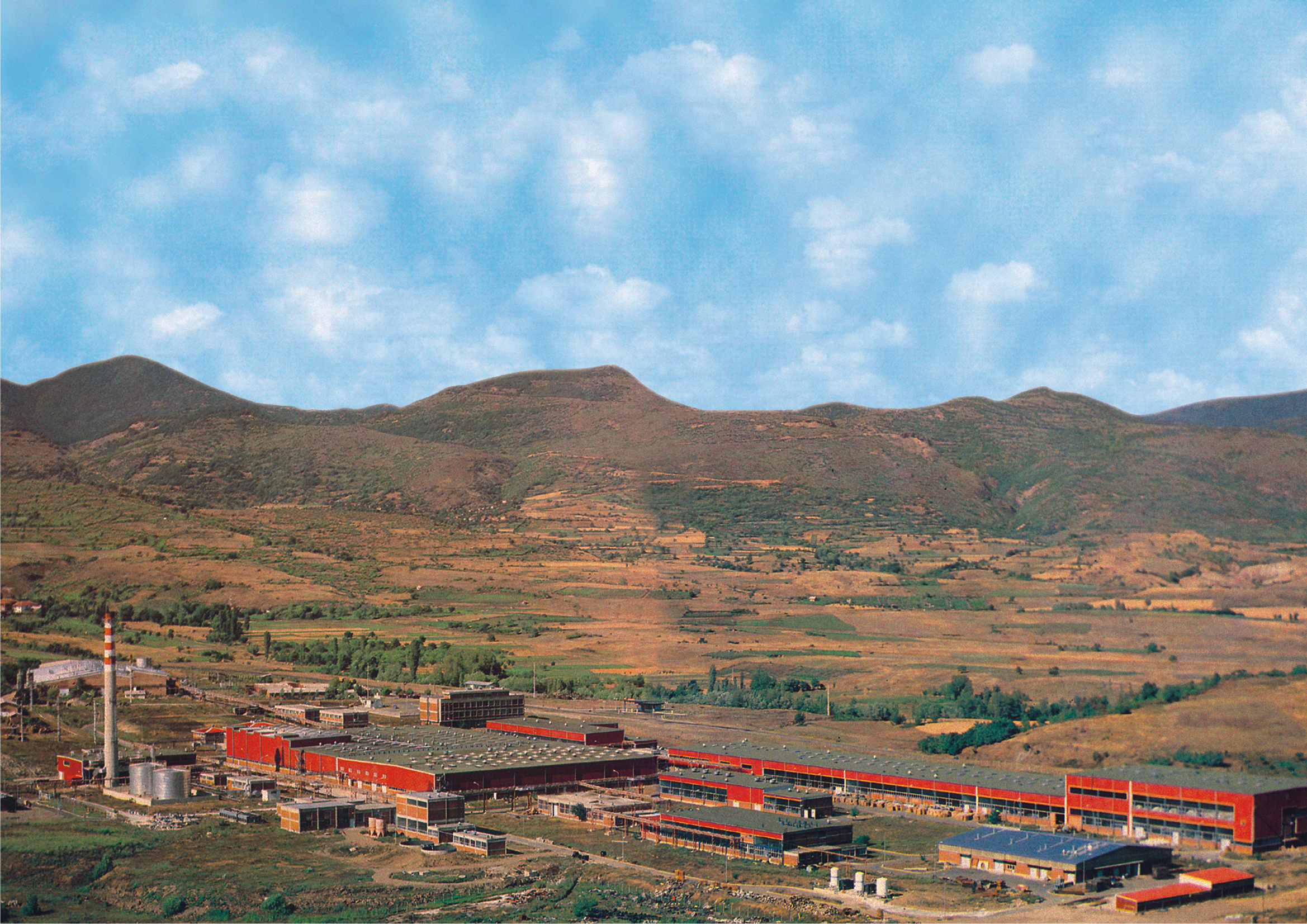
Instalaciones de TAB Batteries en Eslovenia

Hoy en día, TAB produce baterías de plomo-ácido inundadas, VRLA AGM y baterías VRLA Gel y dispone de plantas para la fabricación de baterías de arranque, de tracción y estacionarias, y una planta de reciclaje. En total emplea a aproximadamente 900 empleados.
La primera de sus 3 plantas de producción, inaugurada en 1965, se encuentra ubicada en Crna (Eslovenia) y se encarga de la fabricación de baterías de las marcas TAB y Topla para la postventa y para primer equipo, con una producción de unos dos millones de unidades al año. En 1972 comenzó a operar una segunda fábrica situada en Mežica (Eslovenia). Allí se fabrican anualmente un millón de elementos industriales de tracción y baterías estacionarias para OE y aftermarket. En 1992 se puso en marcha la planta de VESNA, en Macedonia, donde en la actualidad se fabrican alrededor de 1,5 millones de baterías al año.
La compañía cuenta con las siguientes certificaciones: 
- ISO 9001[4] (obtenida en 1995): norma internacional basada en ocho principios de gestión de calidad, fundamentales para una buena gestión empresarial.
- ISO 14001[5] (obtenida en 1998): certificación que forma parte de una serie de normas internacionales de gestión ambiental.
- ISO/TS 16949[6] (obtenida en 2007): certificación relacionada con la gestión de calidad y aplicable a empresas que operen en la cadena de suministro del sector de la automoción.

Es miembro registrado de Dun & Bradstreet D-U-N-S desde el 24 de octubre de 2013, y posee su propio identificador numérico D-U-N-S otorgado por dicha compañía.

## Delegaciones
Posee las siguientes delegaciones:
- Eslovenia: Mežica
- Macedonia: Probishtip
- Serbia: Ugrinovci
- Croacia: Zagreb
- Polonia: Varsovia
- Suiza: Zúrich
- Italia: Milán
- España: Barberá del Vallés (Barcelona)

## Productos
La oferta de TAB Batteries abarca:
- Arranque: para turismos y vehículos industriales.
- Semitracción: para aplicaciones de vehículos especiales como plataformas elevadoras o maquinaria de almacén.
- AGM: para aplicaciones que requieran elevados ciclos de carga y descarga. Náutica y caravaning.
- Moto: para motocicletas.
- Estacionarias: para distintas aplicaciones como instalaciones fotovoltaicas, eólicas y renovables, alarmas, juguetes, boosters o placas solares.
- Tracción: fabricación de elementos de tracción y baterías completas, principalmente para carretillas elevadoras.
- Cargadores: para baterías de arranque (coches, camiones y motos).
- Testers: para baterías de coche, moto o camión. 6, 12 y 24 voltios. Comprobación del estado de la batería y de todo el circuito eléctrico del vehículo.
- Terminales: para baterías de vehículos europeos, asiáticos, americanos. Turismos, náutica.

## TAB Spain
TAB Spain nace en 2005 como resultado de la fusión de Baterías KBK y Tovarna Akumulatorskih Baterij (TAB Batteries). Como delegación de TAB Batteries, desde su creación se dedica a la distribución de productos como baterías para automoción (coches y motos), baterías de arranque (vehículos industriales), de tracción (carretillas elevadoras) y estacionarias (varias aplicaciones, desde alarmas a sistemas fotovoltaicos y eólicos).
Es desde 2012 la delegación de TAB Batteries para los mercados de España, Portugal, Norte de África, Centro y Sudamérica.